# Ялпирахмедли
Ялпирахмедли (азерб. Yal Pirəhmədli) — село в Физулинском районе Азербайджана, в 9 км от города Физули.

## История
С 1993 года село контролировалось сепаратистскими силами Армении. 9 ноября 2020 года в ходе Вооружённого конфликта в Нагорном Карабахе армия Азербайджана взяла контроль над селом.

## Экономика
Население в основном занималось сельским хозяйством-земледелием, скотоводством и животноводством.